# Musée Ivan Spassky d'histoire locale
Le musée local d'histoire de Nijyn (en ukrainien : Ніжинський краєзнавчий музей імені Івана Спаського) de Nijyn se situe au 14 du boulevard Bakiouka.

## Historique
Il porte le nom de l'historien Ivan Spasski. Il se trouve dans un bâtiment du XIXe siècle qui est classé, il appartenait à un marchand.

## Quelques images

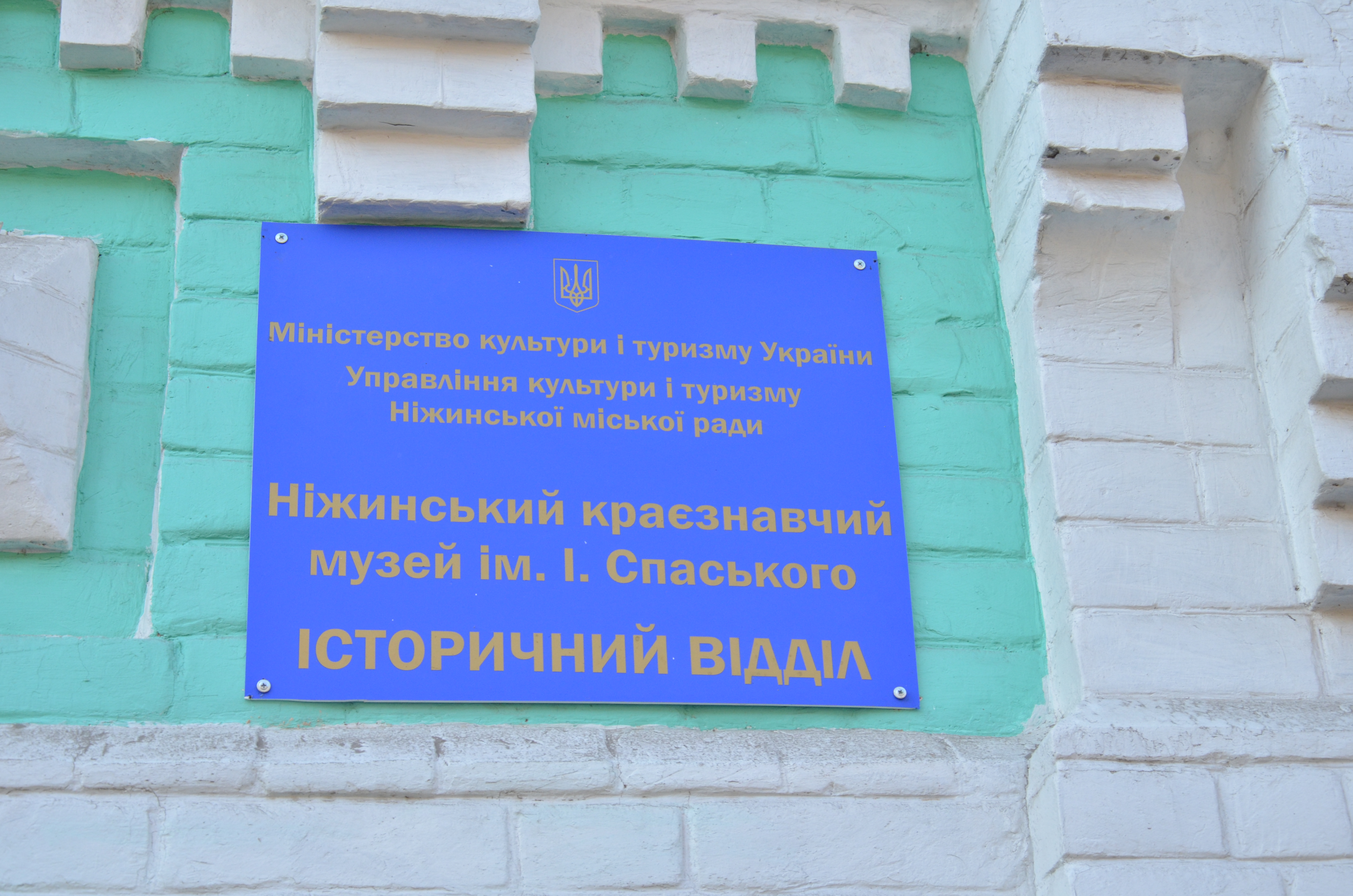
Plaque de dédicace.
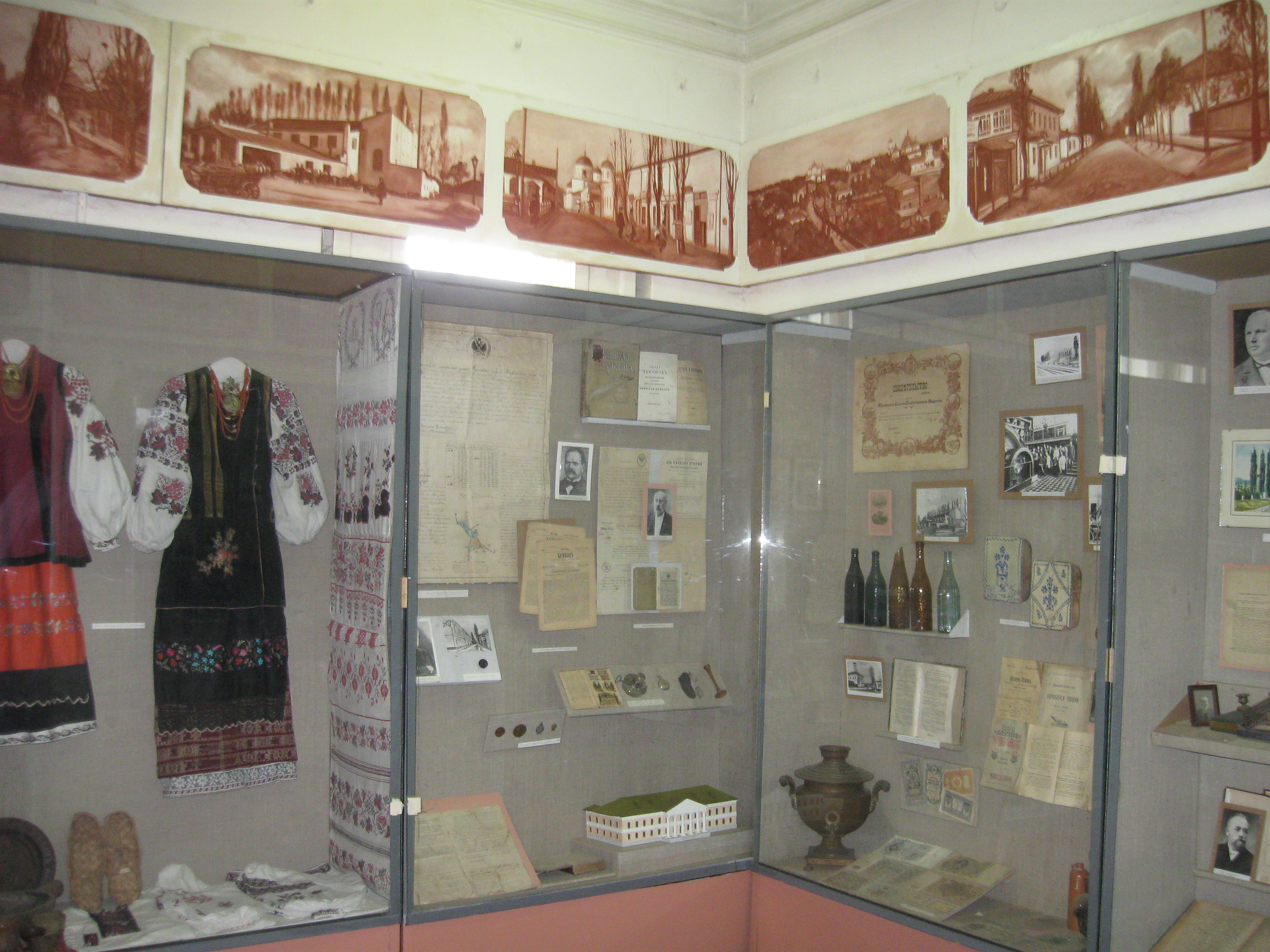
Deux
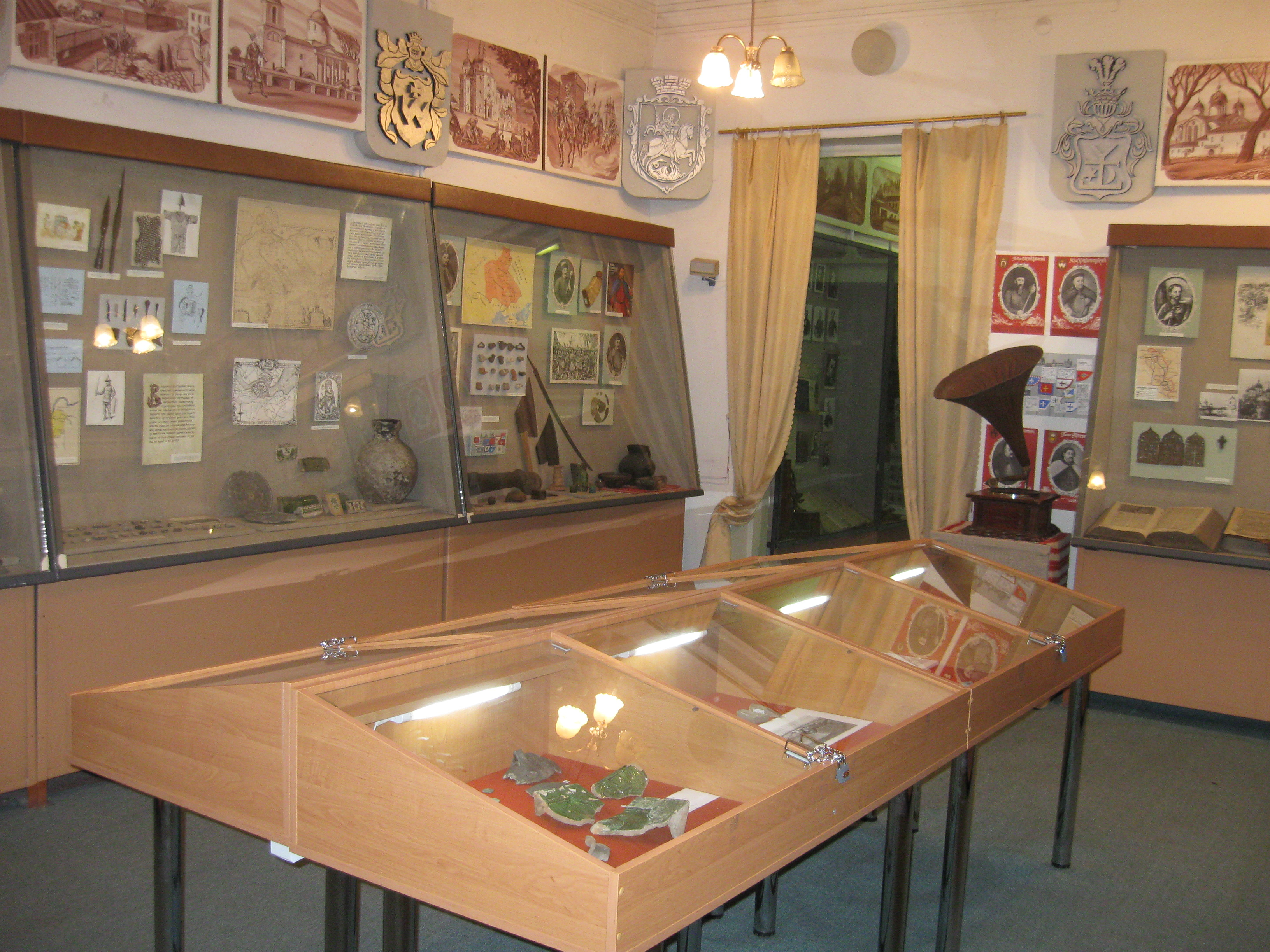
salles